# Голынский, Михаил Теодорович
Михаил Теодорович Голынский (Голинский) (укр. Михайло Теодорович Голинський; 2 января 1890, с. Вербовцы, Австро-Венгрия — 1 декабря 1973, Эдмонтон, Канада) — украинский оперный певец (драматический тенор).

## Биография
Пению учился в консерваториях Львова у Ч. Зарембы и Милана у Э. Гарбино (1921—1925).
Участник Первой мировой войны. Служил в австрийской армии, с 1918 — в Украинской Галицкой армии. В 1919 году был сотрудником Секретариата военных дел ЗУНР в Станиславе (ныне Ивано-Франковск).
В 1925—1926, 1933—1934 — солист Большого театра в Варшаве, в 1926—1927 — Одесского, а в 1927—1930 — Харьковского оперных театров.
Выступал на оперных сценах Киева, Тбилиси, Ленинграда, Москвы. В 1930—1938 (с перерывами) пел во Львовском оперном театре.
В 1938 эмигрировал в США, затем в Канаду, где продолжал концертную деятельность. Обладал сильным голосом широкого диапазона красивого тембра с блестящим верхним регистром металлического оттенка.
Выступал с концертными программами, в которых исполнял произведения Н. Нижанковского, Д. Сичинского, Н. Лысенко, Я. Степового, С. Людкевича, народые. песни.
Автор книги «Воспоминания», опубликованной в 1993 в Киеве.

## Избранные оперные партии
- Андрей («Запорожец за Дунаем» С. Гулака-Артемовского),
- Степан («Купало» А. Вахнянина, первое исполнение),
- Герман («Пиковая дама» П. Чайковского),
- Йонтек («Галька» С. Монюшко),
- Канио («Паяцы» Р. Леонкавалло),
- Каварадосси, Калаф («Тоска», «Турандот» Дж. Пуччини),
- Радамес, Дон Карлос («Аида», «Дон Карлос» Дж. Верди),
- Хозе («Кармен» Ж. Бизе),
- Хоффманн («Сказки Гофмана» Ж. Оффенбаха),
- Елеазар («Жидовка» Ф. Галеви).